# البینو (تگزاس)
البینو، تگزاس (به انگلیسی: Albion, Texas) یک منطقهٔ مسکونی در ایالات متحده آمریکا است که در شهرستان رد ریور، تگزاس واقع شده‌است.